# Tuvmyreblomfluga
Tuvmyreblomfluga (Microdon devius) är en tvåvingeart som först beskrevs av Carl von Linné 1761.  Tuvmyreblomfluga ingår i släktet myrblomflugor, och familjen blomflugor.
Artens utbredningsområde är Sverige. Enligt den svenska rödlistan är arten nära hotad i Sverige. Arten förekommer i Götaland och Öland. Artens livsmiljö är jordbrukslandskap. Inga underarter finns listade i Catalogue of Life.